# 미야코지마촌
미야코지마촌(都島村)은 오사카부 히가시나리군에 있던 촌이다. 현재의 오사카시 미야코지마구 일부에 해당한다.

## 역사
- 1889년 4월 1일 - 정촌제 시행에 의해 히가시나리군 미야코지마촌이 성립하였다.
- 1897년 4월 1일 - 오사카시 제1차 시역 확장으로 오사카시에 편입해 동일 미야코지마촌은 폐지되었다.
- 1943년 4월 1일 - 분구에 의해 미야코지마구가 되었다.

## 참고문헌
- 『角川日本地名大辞典 27 大阪府』（角川書店、1983年） ISBN 978-4-04-001270-4